# Mitglieder der Württembergischen Landstände 1833
Diese Liste umfasst die Mitglieder der Württembergischen Landstände des Königreichs Württemberg in der Wahlperiode 1833.
Während dieser Wahlperiode tagte der 6. ordentliche Landtag, der sogenannte „vergebliche Landtag“, vom 15. Januar bis zum 22. März 1833. 

## Das Präsidium der Ersten Kammer (Kammer der Standesherren)
Präsident: Fürst August zu Hohenlohe-Öhringen 

Vizepräsident: Fürst Ernst I. zu Hohenlohe-Langenburg

## Die Mitglieder der Ersten Kammer

### Prinzen des Hauses Württemberg
- Königlicher Prinz Paul von Württemberg
- Königlicher Prinz Friedrich von Württemberg
- Herzog Adam von Württemberg
- Herzog Alexander Paul Ludwig Konstantin von Württemberg
- Herzog Eugen II.  von Württemberg  war nie persönlich anwesend
- Herzog Paul Wilhelm von Württemberg
- Herzog Ferdinand von Württemberg war nie persönlich anwesend
- Herzog Alexander Friedrich Karl von Württemberg  († 1833)
- Herzog Friedrich Alexander von Württemberg  war nie persönlich anwesend und ließ sich vertreten
- Herzog Ernst Alexander von Württemberg war nie persönlich anwesend
- Herzog Heinrich von Württemberg war in dieser Wahlperiode nie persönlich anwesend

### Standesherren (Fürsten)
- Fürst Karl Egon II. zu Fürstenberg
- Fürst Georg Ludwig Moritz zu Hohenlohe-Kirchberg
- Fürst Ernst zu Hohenlohe-Langenburg
- Fürst Karl Albrecht III. zu Hohenlohe-Waldenburg-Schillingsfürst
- Fürst August zu Hohenlohe-Öhringen
- Fürst Karl August zu Hohenlohe-Waldenburg-Bartenstein war in dieser Wahlperiode nie persönlich anwesend
- Fürst Karl zu Hohenlohe-Jagstberg war nie persönlich anwesend
- Fürst Friedrich zu Oettingen-Wallerstein
- Fürst Maximilian Karl von Thurn und Taxis war nie persönlich anwesend
- Fürst Karl Thomas Albrecht Ludwig zu Löwenstein-Wertheim-Rosenberg war nie persönlich anwesend
- Fürst Alois III. zu Oettingen-Spielberg
- Fürst Leopold von Waldburg zu Zeil und Wurzach
- Fürst Franz von Waldburg zu Zeil und Trauchburg, zum Teil vertreten durch seinen Sohn Konstantin von Waldburg zu Zeil und Trauchburg
- Fürst Joseph Anton von Waldburg zu Wolfegg und Waldsee war nie persönlich anwesend
- Fürst Ferdinand zu Solms-Braunfels
- Fürst von Windisch-Graetz; dessen Stimme ruhte
- Fürst Georg zu Löwenstein-Wertheim-Freudenberg

### Standesherren (Grafen)
- Graf Franz von Königsegg-Aulendorf
- Graf Eberhard zu Erbach-Wartenberg-Roth , dessen Stimme ruhte
- Graf Hugo Waldbott von Bassenheim  war nie persönlich anwesend.
- Graf Maximilian von Törring-Gutenzell  war nie persönlich anwesend
- Graf Wilhelm von Quadt zu Wykradt und Isny
- Graf Johann von Sternberg-Manderscheid
- Graf von Plettenberg-Mietingen  dessen Stimme ruhte
- Graf Richard von Schaesberg-Thannheim

### Standesherrliche Gemeinschaften
- Grafschaft Löwenstein, vertreten durch Fürst Georg zu Löwenstein-Wertheim-Freudenberg
- Grafschaft Limpurg-Obersontheim, vertreten durch Fürst Georg zu Löwenstein-Wertheim-Freudenberg
- Grafschaft Limpurg-Gaildorf
- Graf Friedrich von Pückler-Limpurg

### Erblich ernannte Mitglieder
- Graf  Aloys von Rechberg und Rothenlöwen zu Hohenrechberg   vertreten durch seinen Sohn  Albert von Rechberg
- Graf von Neipperg: Die Stimme ruhte wegen ungeklärter Erbfolge

### Auf Lebenszeit ernannte Mitglieder
- Josef von Beroldingen
- Graf Friedrich Wilhelm von Bismarck
- Graf Friedrich von Franquemont
- Freiherr Ernst Eugen von Hügel
- Reichsfreiherr Franz Josef Ignaz von Linden
- Freiherr Eugen von Maucler
- Benjamin Ferdinand von Mohl
- Graf Karl von Reischach-Riet
- Freiherr Philipp Moritz von Schmitz-Grollenburg
- Graf Johann Georg von Sontheim

## Das Präsidium der Zweiten Kammer  (Kammer der Abgeordneten)
Alterspräsident: Karl August Elsässer 

Präsident: Freiherr Ludwig von Gaisberg-Schöckingen 

Vizepräsident: Dr. Willibald Feuerlein

## Die 23 bevorrechtigten Mitglieder der Zweiten Kammer

### Vertreter der Ritterschaft des Neckarkreises
- Freiherr Gustav von Berlichingen
- Freiherr Ludwig von Gaisberg
- Eberhard Freiherr von Palm

### Vertreter der Ritterschaft des Jagstkreises
- Graf Christoph von Degenfeld-Schonburg
- Freiherr Franz Ludwig von Gemmingen-Fürfeld
- Freiherr August von Hornstein-Bußmannshausen

### Vertreter der Ritterschaft des Schwarzwaldkreises
- Freiherr Georg Cotta von Cottendorf
- Freiherr Carl von Gültlingen
- Freiherr Maximilian von Ow

### Vertreter der Ritterschaft des Donaukreises
- Freiherr Wilhelm von König-Warthausen
- Reichsgraf Karl Leopold von Maldeghem
- Freiherr Maximilian von Speth-Untermarchtal
- Freiherr Carl von Welden

### Vertreter der evangelischen Landeskirche
- Generalsuperintendent von Heilbronn: Jakob Friedrich von Märklin
- Generalsuperintendent von Ludwigsburg:  Sixt Jakob von Kapff
- Generalsuperintendent von Reutlingen:  Christian Karl August von Haas
- Generalsuperintendent von Hall:  Johann Gottfried von Pahl
- Generalsuperintendent von Tübingen:  Johann Christian von Pfister
- Generalsuperintendent von Ulm:  Carl Christian von Flatt

### Vertreter des Bistums Rottenburg
- Bischof von Rottenburg: Johann Baptist von Keller
- Domkapitular von Rottenburg: Ignaz von Jaumann
- Dienstältester katholischer Dekan: Johann Martin Tobias Münch

### Kanzler der Universität Tübingen
- Ferdinand von Autenrieth

## Die 70 gewählten Abgeordneten der Zweiten Kammer

### Die Abgeordneten der sieben „guten Städte“
| Stadt       | Name                      |
| ----------- | ------------------------- |
| Stuttgart   | Dr. Ludwig Uhland         |
| Tübingen    | Dr. Paul Pfizer           |
| Ludwigsburg | Dr. Karl Heigelin         |
| Ellwangen   | Josef Alois Zimmerle      |
| Ulm         | Christian Wilhelm Schwarz |
| Heilbronn   | Christian August Klett    |
| Reutlingen  | Karl von Camerer          |

### Die Abgeordneten der Oberämter desNeckarkreises
| Oberamt           | Name                       |
| ----------------- | -------------------------- |
| Backnang          | Heinrich Keßler            |
| Besigheim         | Johann Daniel Bezner       |
| Böblingen         | Christian Friedrich Kayser |
| Brackenheim       | Friedrich Heinrich Knaus   |
| Cannstatt         | Wilhelm Zais               |
| Esslingen         | Carl Deffner               |
| Heilbronn (Amt)   | Christian Gottlieb Schmid  |
| Leonberg          | Immanuel Baumann           |
| Ludwigsburg (Amt) | Christian Weihenmajer      |
| Marbach           | Johannes Nefflen           |
| Maulbronn         | Wilhelm Murschel           |
| Neckarsulm        | Joseph Gottlob Speidel     |
| Stuttgart (Amt)   | Dr. Karl August Elsässer   |
| Vaihingen         | Christian Ferdinand Löbert |
| Waiblingen        | Christoph Pfleiderer       |
| Weinsberg         | Karl Mayer                 |

### Die Abgeordneten der Oberämter desJagstkreises
| Oberamt         | Name                                                       |
| --------------- | ---------------------------------------------------------- |
| Aalen           | Gustav Scholl                                              |
| Crailsheim      | Friedrich Stahl                                            |
| Ellwangen (Amt) | Leopold Albert Stehle                                      |
| Gaildorf        | Dr. Friedrich Walz                                         |
| Gerabronn       | Gottlob von Rapp                                           |
| Gmünd           | Eberhard Ludwig Visel                                      |
| Hall            | Joseph Haas                                                |
| Heidenheim      | Dr. Karl Friedrich Hufnagel                                |
| Künzelsau       | Dr. Willibald Feuerlein                                    |
| Mergentheim     | Ludwig Christian Kober                                     |
| Neresheim       | Bernhard Ovelog                                            |
| Öhringen        | Friedrich Rödinger (seine Wahl wurde für ungültig erklärt) |
| Öhringen        | Dr. Gustav Duvernoy                                        |
| Schorndorf      | Gottlob Tafel (seine Wahl wurde für ungültig erklärt)      |
| Schorndorf      | Joseph Albert Ringler                                      |
| Welzheim        | Friedrich Karl Stängel                                     |

### Die Abgeordneten der Oberämter desSchwarzwaldkreises
| Oberamt        | Name                                                   |
| -------------- | ------------------------------------------------------ |
| Balingen       | Dr. Wolfgang Menzel                                    |
| Calw           | Johann Georg Dörtenbach                                |
| Freudenstadt   | Heinrich Stahl                                         |
| Herrenberg     | Konrad Ludwig Hiller                                   |
| Horb           | Damian von Mosthaf                                     |
| Nagold         | Wilhelm Wagner (seine Wahl wurde für ungültig erklärt) |
| Nagold         | Karl Gottlieb Schoffer                                 |
| Neuenbürg      | Dr. Albert Schott                                      |
| Nürtingen      | Dr. Friedrich Gmelin                                   |
| Oberndorf      | Dr. Wilhelm von Widenmann                              |
| Reutlingen     | Johann Martin Krug                                     |
| Rottenburg     | Dr. Franz Xaver Benedikt Raidt                         |
| Rottweil       | Benedikt Alois Pflanz                                  |
| Spaichingen    | Tiberius Keller                                        |
| Sulz           | Friedrich Wilhelm Pfäfflin                             |
| Tübingen (Amt) | Immanuel Gottlob Fehleisen                             |
| Tuttlingen     | Dr. Jakob Schneckenburger                              |
| Urach          | Georg Friedrich Gußmann                                |

### Die Abgeordneten der Oberämter desDonaukreises
| Oberamt    | Name                                                 |
| ---------- | ---------------------------------------------------- |
| Biberach   | Joseph von Schnitzer                                 |
| Blaubeuren | Abraham Ott                                          |
| Ehingen    | Dr. Karl August, Freiherr von Wangenheim             |
| Geislingen | Friedrich Römer                                      |
| Göppingen  | Christoph August Schwarz                             |
| Kirchheim  | August Kübel (seine Wahl wurde für ungültig erklärt) |
| Kirchheim  | Christian Friedrich Glöckler                         |
| Leutkirch  | Alois Steiger                                        |
| Münsingen  | Johann Jakob Schnitzer                               |
| Ravensburg | Franz von Zwerger                                    |
| Riedlingen | Franz Xaver Bollstetter                              |
| Saulgau    | Andreas Alois Wiest                                  |
| Tettnang   | Franz Xaver Biegger                                  |
| Ulm        | Johann Georg Kolb                                    |
| Waldsee    | Andreas Sailer                                       |
| Wangen     | Georg Martin Schnitzer                               |
| Wiblingen  | Johann Baptist Bauer                                 |